# Andrzej Białas
Andrzej Białas (* 26. Juli 1936 in Krakau) ist ein polnischer theoretischer Kern- und Elementarteilchenphysiker.

## Leben und Werk
Białas studierte Physik an der Jagiellonen-Universität Krakau mit dem Diplom 1958 und der Promotion 1962. Damals befasste er sich mit Allgemeiner Relativitätstheorie, später mit Hochenergie- und Kernphysik. 1966 habilitierte er sich und 1986 wurde er Professor in Krakau. 
Er befasst sich mit Phänomenologie von inelastischen Streuprozessen von Hadronen an Hadronen und an Kernen mit Teilchenerzeugung und mit relativistischen Schwerionenstößen im Rahmen der Quantenchromodynamik und – da er häufig weiche Prozesse untersuchte, die nicht störungstheoretisch beschreibbar sind – verschiedene phänomenologischer Modelle. 1972 entwickelte er ein Modell diffraktiver Produktion von Teilchen bei Hadron-Hadron-Stößen mit W. Czyz und A. Kotanski. 1976 entwickelte er mit M. Bleszynski und W. Czyz das wounded nucleon Modell zunächst für Stöße zwischen Kernen, wobei mit verwundet, englisch wounded ein Nukleon gemeint ist, das an dem inelastischen Stoß teilnimmt. Nach dem Modell liefert jedes verwundete Nukleon in Projektil und Target einen unabhängigen Beitrag zur Teilchenerzeugung. Er beschrieb damit die Verteilung der Multiplizität der erzeugten Teilchen bei hochenergetischen Hadron-Hadron- oder Hadron-Kern-Stößen. Mit R. Peschanski interpretierte er Spitzen in der Rapiditätsverteilung der erzeugten Teilchen als Intermittenz-Phänomen ähnlich wie in der Chaostheorie und Anzeichen für kurzreichweitige Interferenz. 
2001 wurde er Präsident der Polska Akademia Umiejętności, und er ist Mitglied der Polnischen Akademie der Wissenschaften. 2009 wurde er zum Mitglied der Academia Europaea gewählt.
Er hat das Ritter- und Kommandeurskreuz des Ordens der Polnischen Wiedergeburt (Polonia Restituta). 2003/04 erhielt er die Marian-Smoluchowski-Medaille und 1997/98 den Marian-Smoluchowski-Emil-Warburg-Physikpreis.
Er war mehrfach Gastwissenschaftler am Max-Planck-Institut für Physik in München. Als führendes Mitglied der Krakauer Schule für Theoretische Physik organisierte er regelmäßig Physik-Konferenzen (Cracow School of Theoretical Physics) in Zakopane in der Tatra.

## Schriften
- mit W. Czyz, A. Kotanski: A Model of Diffractive Production in Hadron-Hadron Collisions, Annals of Physics, Band  73, 1972, S. 439–460
- mit A. Bleszynski, W. Czyz: Multiplicity Distributions in Nucleus-Nucleus Collisions at High-Energies, Nucl. Phys. B, Band 111, 1976, S. 461–467
- mit W. Furmanski, W. Czyz: Particle Production in Hadron-Nucleus Collisions and the Quark Model, Acta Physica Polonica B, Band 8, 1977, S. 585
- mit W. Czyz: Short Time Behavior of Hadronic Interactions and the Hadron-Nucleus Production Processes, Phys. Lett. B, Band 51, S. 179–183
- mit R. Peschanski, Moments of rapidity distributions as a measure of short-range fluctuations in high-energy collisions, Nucl. Phys. B, Band 273, 1986, S. 703–718
- mit R. Peschanski, Intermittency in multiparticle production at high energy, Nucl. Phys. B, Band 308, 1988, S. 857–867
- Wounded constituents, Acta Physica Polonica B, Band 43, 2012, S. 45, Arxiv